# Alfred Achermann
Alfred Achermann (Hitzkirch, 17 de julio de 1959) fue un ciclista suizo, que fue profesional entre 1984 y 1991. De su palmarés destaca la medalla de plata a los Juegos Olímpicos de Los Angeles de 1984 cuando todavía era amateur

## Palmarés
- 1984
  - Medalla de plata a los Juegos Olímpicos de Los Angeles an la prueba contrarreloj por equipos (con Richard Trinkler, Laurent Vial y Benno Wiss)

### Resultados al Tour de Francia
- 1987. 86.º de la clasificación general
- 1988. 125.º de la clasificación general
- 1989. 80.º de la clasificación general
- 1990. Abandona (11.ª etapa)
- 1991. 145.º de la clasificación general

### Resultados al Giro de Italia
- 1985. 126.º de la clasificación general

### Resultados a la Vuelta en España
- 1987. Abandona